# ماو-لاو
ماو-لاو (به انگلیسی: Muv-Luv) رمان تصویری ژاپنی است که توسط شرکت âge توسعه یافته و در ابتدا به عنوان یک بازی بزرگسالان برای ویندوز در ۲۸ فوریه ۲۰۰۳ منتشر شد. گیم پلی یک خط داستانی را دنبال می‌کند که سناریوها و دوره‌های تعاملی از پیش تعیین شده را ارائه می‌دهد و بر روی سناریوهای متفاوت تمرکز می‌کند. این بازی سه بخش دارد که بخش اول به صورت کمدی رمانتیک است اما بخش دوم به یک داستان بلوغ تغییر می‌کند و در نهایت بخش سوم به یک بازی تهاجم بیگانگان حماسی تبدیل می‌شود.